# Утей
Утей (кхмер. ឧទ័យ, 1577 — 5 января 1642) — регент Камбоджи (1627—1642). Правил под именами Удаяраджа I или Утайреатеа I (кхмер. ឧទ័យរាជាទី១), а также Парамараджа VIII или Баром Реатеа VIII (кхмер. បរមរាជាទី៨).
Полное тронное имя — Брхат Буддхананатха Самдач Брхат Парамараджа Маха Упаювараджа Брхат Дхармая Амачас (санскр. Brhat Buddhananatha Samdach Brhat Paramaraja Maha Upayuvaraja Brhat Dharmaya Amachas).

## Биография
Принц Утей родился в 1577 году, был младшим сыном короля Барома Реатеи VII. Оказывал помощь своему брату королю Чею Четте II в борьбе с сиамцами, над которыми одержал победу в провинции Бантеай Мин Чей в 1624 году.
После смерти старшего сына, его дети были еще слишком малы для управления страной, Утей был провозглашен регентом Камбоджи и правил от имени своего племянника принца То.